# Dekade (Einheit)
Dekade bezeichnet eine Zehnereinheit, insbesondere einen Zeitraum von 10 Tagen oder 10 Jahren.
Im Mittelalter war Dekade ein deutsches Stückmaß für eine feste Menge Papier.
- 1 Dekade = 10 Stück Bogen (Stempelpapier)